# Basilicum
Basilicum  é um gênero botânico da família Lamiaceae.

## Espécies
- Basilicum multiflorum
- Basilicum myriostachyum
- Basilicum polystachion
- Basilicum polystachyon
- Basilicum riparium

## Nome e referências
Basilicum Moench, 1802